# パインソー
パインソー（英: Paing soe）は、山田マサルが代表を務める日本の劇団、創作ユニットである。2009年に設立された。山田マサルが演出、主に川尻恵太が脚本を手がける。

## 概要
人間の業と欲望をあらゆる視点から描く、テーマ性の高い作品を上演し続けている。また、「れんぞくきかく」という連続ドラマ仕立てで上演、全7話の作品を3ヶ月にわたり週1回ずつ上演するなど、上演方法に極めて特徴がある。拠点は札幌だが、2015年3月からは東京公演を重点的に行っている。

## 過去の作品

### 1st「観念してくらさい」
- 脚本・演出：山田マサル
- 出演：ツルオカ、細川泰史、吉田奈穂子（AND）、赤谷翔次郎（AND）、八戸卓哉（AND）、小島達子（劇団イナダ組）、亀井健（AND）、江田由紀浩（劇団イナダ組）

### 2nd 「ワタシの好きなぼうりょく」
- 脚本：川尻恵太（SUGARBOY）
- 演出：山田マサル
- 出演：斉藤麻衣子（エビバイバイ）、赤谷翔次郎（AND）、ツルオカ、吉田奈穂子（AND）、宮田碧（劇団イナダ組）、氏次啓、小林尚史（AND）、重堂元樹（演劇公社ライトマン）、山崎亜莉紗（Massive4tsp.）

### 3rd れんぞくきかく2011「かせつ×くつがえす試練、10と54乗」
- 脚本：川尻恵太（SUGARBOY）、南参（yhs）、ミヤザキカヅヒサ（TBGS）、深浦佑太（ディリバレー・ダイバーズ）、江田由紀浩（劇団イナダ組）
- 演出：山田マサル
- 出演：ツルオカ、藤谷真由美（苗穂聖ロイヤル歌劇団）、赤谷翔次郎（AND）、氏次啓、小島達子（劇団イナダ組）、堀内浩水（劇団しろちゃん）、吉田奈穂子（AND）、脇田唯（POST）

### 4th れんぞくきかく2011「さいだいのしれん」
- 脚本：川尻恵太（SUGARBOY）
- 演出：山田マサル
- 出演：ツルオカ、藤谷真由美（苗穂聖ロイヤル歌劇団）、赤谷翔次郎（AND）、氏次啓、大和田舞（劇団リベラルシアター）、重堂元樹（演劇公社ライトマン）、深浦佑太（ディリバレー・ダイバーズ）、堀内浩水、宮田碧、山崎亜莉紗（Massive4tsp.）、脇田唯（POST）

### 北海道舞台塾シアターラボ2012参加作品「微睡っこしいの、」
- 脚本・演出：山田マサル
- ドラマドクター：福原充則（ピチチ5）
- 出演：赤谷翔次郎、青野さゆみ（演劇集団遊罠坊）、氏次啓、熊谷嶺（ナランチャ／星くずロンリネス）、潮見太郎（劇団オガワ）、谷村卓朗（おかめの三角フラスコ）、ツルオカ、藤谷真由美（苗穂聖ロイヤル歌劇団）、トガシマイ（AND）、吉田奈穂子（AND）

### 5th なつのれんぞくきかく2012「フリッピング」（全7話）
- 脚本：川尻恵太（SUGARBOY）
- 演出：山田マサル
- 出演：赤谷翔次郎、氏次啓、ツルオカ、藤谷真由美、山崎亜莉紗（Massive4tsp.）

1. 第0話「デフォルト」（札幌二人芝居フェス『PairPlayParade02』参加作品）
2. 第1話「七色ルービックキューブ」
3. 第2話「無音カスタネット」（ゲスト：宮田碧）
4. 第3話「二倍トランプ」（ゲスト：川井“J”竜輔）
5. 第4話「柔らかラジコン」
ゲスト：小島達子（劇団イナダ組）、大和田舞（劇団リベラルシアター）
6. 第5話「不細工人形キット」（ゲスト：福村まり）
7. 第6話「風間ファクトリー」
出演：赤谷翔次郎、氏次啓、ツルオカ、藤谷真由美、山崎亜莉紗（Massive4tsp.）、宮田碧、大和田舞（劇団リベラルシアター）、福村まり、熊谷嶺（ナランチャ／星くずロンリネス）

### 6th はるなつれんぞくきかく2013「とくべつ」（全3話）
- 脚本：川尻恵太（SUGARBOY）
- 脚色：パインソー
- 演出：山田マサル
- 第1話『ラインとくべつ』
キャスト：赤谷翔次郎、氏次啓、ツルオカ、藤谷真由美、山崎亜莉紗（Massive4tsp.）、谷村卓朗（おかめの三角フラスコ）、小原アルト（yhs）
- 第2話『私とくべつ』
キャスト：赤谷翔次郎、氏次啓、藤谷真由美、山崎亜莉紗（Massive4tsp.）、谷村卓朗（おかめの三角フラスコ）、大和田舞（劇団リベラルシアター）、きむらゆうか（劇団平成商品）、熊谷嶺（ナランチャ）、潮見太郎（劇団オガワ）、吉田諒希（北海学園大学演劇研究会）、野良次郎
- 第3話『あなたとくべつ』
キャスト：赤谷翔次郎、氏次啓、藤谷真由美、山崎亜莉紗、阿部和人、谷村卓朗（おかめの三角フラスコ）、大和田舞（劇団リベラルシアター）、きむらゆうか（劇団平成商品）、熊谷嶺（ナランチャ）、潮見太郎（劇団オガワ）

### 7th「extreme+logic(S)」
- 脚本：川尻恵太（SUGARBOY）
- 演出：山田マサル
- 出演：赤谷翔次郎、氏次啓、ツルオカ、藤谷真由美、山崎亜莉紗、阿部和人、大和田舞（劇団リベラルシアター）、熊谷嶺（ナランチャ）、潮見太郎(劇団オガワ）、渋木のぼる、山崎亜里紗、小島達子（ELEVEN NINES）

### 8th 「おきのどくに」
- 脚本・演出：山田マサル
- 助演出：こけし（おかめの三角フラスコ）
- キャスト：藤谷真由美、赤谷翔次郎、氏次啓、山崎亜莉紗、ツルオカ、渋木のぼる、石鉢桃子、山谷怜（霊6）、原彩弓（おかめの三角フラスコ）、山村素絵（イナダ組）

### 9th しょかとなつのれんぞくきかく2014「DREAMON」（全5話）
- 脚本：川尻恵太（SUGARBOY）
- 演出：山田マサル
- 助演出：こけし（おかめの三角フラスコ）
- 出演：赤谷翔次郎、氏次啓、藤谷真由美、山崎亜莉紗、大和田舞（劇団リベラルシアター）、熊谷嶺（ナランチャ/霊6）、渋木のぼる、ツルオカ
  - 第2話ゲスト：納谷真大（ELEVEN NINES）・小島達子（ELEVEN NINES）
  - 第3話ゲスト：谷口健太郎（リリカル・バレット）・イシハラノリアキ（I/o）
  - 第4話ゲスト：棚田満（劇団怪獣無法地帯）・伊藤しょうこ（劇団怪獣無法地帯）・長流3平（３ペェ団札幌）
  - 第5話ゲスト：飯野智行、川井”J”竜輔（J.P.G）

### 10th れんぞくきかくとうきょう2015「NamuH」（表編・裏編）
- 札幌公演 2015.3.5〜7@演劇専用小劇場BLOCH
- 東京公演 2015.3.18〜21@シアター711
- 脚本：川尻恵太（SUGARBOY）
- 演出：山田マサル
- 出演：藤谷真由美　赤谷翔次郎　ツルオカ　山崎亜莉紗　白鳥雄介（NEXTAGE）　原彩弓（おかめの三角フラスコ）　熊谷嶺（霊6）　渋木のぼる　川井“J”竜輔　小島達子（ELEVEN NINES）
  - 札幌公演のみキャスト
    - 小石川慶祐（劇団リベラルシアター）
    - 石橋徹城（北海学園大学演劇研究会）

  - 東京公演ゲストキャスト
    - 川本成（時速246億）
    - 砂川禎一郎（夜ふかしの会）

### 11th まなつのれんぞくきかく2015「フリッピング」（全3話再編、札幌演劇シーズン2015夏 参加作品）
- 脚本：川尻恵太（SUGARBOY）
- 演出：山田マサル
- キャスト：赤谷翔次郎、藤谷真由美、山崎亜莉紗、小石川慶祐（劇団リベラルシアター）、川井”J”竜輔、岩杉夏（ディリバレー・ダイバーズ）、白鳥雄介（NEXTAGE）、遠藤洋平、大和田舞（劇団リベラルシアター）、庄本緑子、渋木のぼる
  - ゲスト：川本成（時速246億）　砂川禎一郎（夜ふかしの会）　川尻恵太（SUGARBOY）

### 12th れんぞくきかくとうきょう2016「miLE」（全3話・第26回下北沢演劇祭 参加作品）
- 脚本：川尻恵太（SUGARBOY）
- 演出：山田マサル
- 出演：赤谷翔次郎、藤谷真由美、山崎亜莉紗、川井“Ｊ”竜輔、小石川慶祐（劇団リベラルシアター）、渋木のぼる、小山めぐみ、戸澤亮（NEXTAGE）
  - 札幌公演出演・佐藤亮太（NEXTAGE）
    - 札幌公演ゲスト
      - 第一話　ジャグラー・コーヘイ
      - 第二話　大森俊治(ロミオマシーン）
      - 第三話　黒岩孝康（札幌スーパーギャグメッセンジャーズ）

  - 東京公演ゲスト
    - 全話出演　川本成（時速246億）
    - 第一話　砂川禎一郎（夜ふかしの会）
    - 第二話　諸岡立身(トーキョーハイライト）　葉山昴
    - 第三話　浅沼晋太郎(bpm)　大堀こういち　増田裕生

### 13th りったいきかく2016-2017「おもいかみ」
- 脚本・演出：山田マサル
- 出演：赤谷翔次郎、山崎亜莉紗、藤谷真由美、山田マサル、大川敬介、池江蘭、井上嵩之（劇団・木製ボイジャー14号）、遠藤洋平、深浦佑太（ディリバレー・ダイバーズ）、戸澤亮（NEXTAGE）

### 14th りったいきかく2016-2017「そう しそう あい」
- 脚本：川尻恵太（SUGARBOY）
- 演出：山田マサル
- キャスト：赤谷翔次郎、藤谷真由美、山崎亜莉紗、泉香奈子、深浦佑太（ディリバレー・ダイバーズ）、戸澤亮（NEXTAGE）、熊谷嶺（霊6）
  - 札幌公演のみ出演：佐藤亮太（NEXTAGE）、山科連太郎（きっとろんどん）、山田マサル
  - 東京公演のみ出演：渋木のぼる（パブロ学級）、小山めぐみ、原彩弓（メロトゲニ）
  - 東京公演日替わりゲスト：村井雄（KPR／開幕ペナントレース）、砂川禎一郎（夜ふかしの会） 、鬼頭真也（夜ふかしの会）、諸岡立身（トーキョーハイライト）、角島美緒、高橋良輔、川本成（時速246億）、御笠ノ忠次

### 15th まなつのりったいきかく2017「extreme+logic(S)」（札幌演劇シーズン2017夏 参加作品）
- 2017.7.29〜8.5 @演劇専用小劇場BLOCH

- 脚本：川尻恵太（SUGARBOY）
- 演出：山田マサル
- キャスト：赤谷翔次郎・田中温子（NEXTAGE）・氏次啓・熊谷嶺（霊6）・山崎亜莉紗・泉香奈子・倖田直機・たねだもとき（クラアク芸術堂）・五十嵐穂（北海学園大学演劇研究会）・山科連太郎（きっとろんどん）・高橋良輔

### 16th バイナリーツアー 2018 初夏「Brother B75」
出演・脚本・演出・照明・音響・映像　赤谷翔次郎／戸澤亮（NEXTAGE）
- 札幌公演 2018.6.14〜16 @演劇専用小劇場BLOCH ゲスト 手稲区公式マスコットキャラクターていぬ・白石区公式マスコットキャラクターしろっぴー
- 東京公演 2018.6.19〜20 @シアター711ゲスト 高橋良輔・川本成（時速246億）・森山栄治（*pnish*）・砂川禎一郎（夜ふかしの会）・小山めぐみ
- 名古屋公演 2018.6.23〜24 @ナンジャーレ ゲスト 中内こもる・覚前遥・みやたにたつや（演劇組織KIMYO）・天野順一朗（放電家族）
- 北九州公演 2018.6.30〜7.1 @枝光本町商店街アイアンシアター　ゲスト葉山太司（飛ぶ劇場）・椎木樹人（万能グローブ ガラパゴスダイナモス）・有門正太郎（有門正太郎プレゼンツ）・高野由紀子（演劇関係いすと校舎）